# Аль-Румаихи, Мохамед Саад
Мохамед Саад Марзук Алмала Марзук аль-Румаихи (араб. محمد سعد الرميحي‎; родился 9 сентября 1990 года в Бахрейне) — бахрейнский футболист, нападающий клуба «Аль-Халдия» и сборной Бахрейна.

## Карьера
За свою карьеру выступал за такие клубы, как: «Бахрейн», «Ист Рифа», «Аль-Хидд», «Аль-Риффа». С начала 2018 года защищает цвета команды Манама из одноимённого города.
За сборную Бахрейна дебютировал 24 марта 2016 года в матче отборочного турнира к чемпионату мира 2018 против Йемена. В своём первом матче отличился голом в компенсированное время, установив окончательный счёт матча 3:0.
В 2019 году включён в состав сборной на кубок Азии в ОАЭ. Забил первый гол турнира в ворота хозяев. В 1/8 финале забил единственный год своей команды в ворота сборной Южной Кореи, однако в дополнительное время Бахрейн уступил.